# Eleições legislativas portuguesas de 2011 nos Açores
| Eleições legislativas portuguesas de 2011 Distritos: Aveiro \| Beja \| Braga \| Bragança \| Castelo Branco \| Coimbra \| Évora \| Faro \| Guarda \| Leiria \| Lisboa \| Portalegre \| Porto \| Santarém \| Setúbal \| Viana do Castelo \| Vila Real \| Viseu \| Açores \| Madeira \| Estrangeiro |

## Resultados por Concelho
Os resultados nos concelhos da Região Autónoma dos Açores foram os seguintes:

### Angra do Heroísmo
| Partido                 | Partido                        | Votos  | %               | +/-   |
| ----------------------- | ------------------------------ | ------ | --------------- | ----- |
|                         | Partido Social Democrata       | 6 631  | 45,51 / 100,00  | 10,43 |
|                         | Partido Socialista             | 3 801  | 26,09 / 100,00  | 14,15 |
|                         | CDS – Partido Popular          | 2 117  | 14,53 / 100,00  | 2,94  |
|                         | Bloco de Esquerda              | 646    | 4,43 / 100,00   | 2,72  |
|                         | Coligação Democrática Unitária | 301    | 2,07 / 100,00   | 0,37  |
|                         | Outros                         | 365    | 2,52 / 100,00   |       |
| Votos Inválidos         | Votos Inválidos                | 708    | 4,86 / 100,00   | 1,90  |
| Total                   | Total                          | 14 569 | 100,00 / 100,00 |       |
| Eleitorado/Participação | Eleitorado/Participação        | 32 587 | 44,71 / 100,00  | 2,75  |

| Freguesia                          | %     | %     | %     | %    | %    | Votantes |
| Freguesia                          | PSD   | PS    | CDS   | BE   | CDU  | Votantes |
| ---------------------------------- | ----- | ----- | ----- | ---- | ---- | -------- |
| Altares                            | 45,12 | 28,50 | 16,89 | 1,85 | 1,06 | 379      |
| Angra (Nossa Senhora da Conceição) | 43,42 | 25,86 | 14,11 | 5,06 | 3,85 | 1 481    |
| Angra (Santa Luzia)                | 38,45 | 27,53 | 16,34 | 6,93 | 3,11 | 1 126    |
| Angra (São Pedro)                  | 46,00 | 22,32 | 18,68 | 4,53 | 2,15 | 1 676    |
| Angra (Sé)                         | 49,92 | 20,57 | 16,75 | 3,83 | 1,91 | 627      |
| Cinco Ribeiras                     | 53,31 | 17,87 | 14,12 | 3,75 | 1,44 | 347      |
| Doze Ribeiras                      | 40,64 | 33,07 | 11,55 | 3,59 | 1,99 | 251      |
| Feteira                            | 47,51 | 23,26 | 15,31 | 3,18 | 1,99 | 503      |
| Porto Judeu                        | 55,94 | 21,20 | 11,43 | 3,77 | 1,33 | 901      |
| Posto Santo                        | 45,58 | 28,64 | 7,40  | 6,44 | 0    | 419      |
| Raminho                            | 52,45 | 29,06 | 9,43  | 2,64 | 0,38 | 265      |
| Ribeirinha                         | 53,26 | 27,98 | 9,77  | 2,71 | 0,93 | 1 290    |
| Santa Bárbara                      | 46,38 | 19,75 | 21,52 | 2,47 | 2,12 | 567      |
| São Bartolomeu dos Regatos         | 50,79 | 19,28 | 14,24 | 5,47 | 1,44 | 695      |
| São Bento                          | 40,60 | 30,12 | 14,40 | 4,52 | 2,62 | 840      |
| São Mateus da Calheta              | 35,10 | 38,26 | 11,87 | 4,70 | 2,39 | 1 171    |
| Serreta                            | 40,30 | 30,35 | 18,91 | 1,49 | 1,00 | 201      |
| Terra Chã                          | 40,97 | 27,09 | 14,66 | 6,21 | 2,72 | 1 030    |
| Vila de São Sebastião              | 47,75 | 24,88 | 16,50 | 4,13 | 1,25 | 800      |
| Angra do Heroísmo                  | 45,51 | 26,09 | 14,53 | 4,43 | 2,07 | 14 569   |

### Calheta
| Partido                 | Partido                        | Votos | %               | +/-   |
| ----------------------- | ------------------------------ | ----- | --------------- | ----- |
|                         | Partido Social Democrata       | 1 121 | 62,52 / 100,00  | 12,68 |
|                         | Partido Socialista             | 339   | 18,91 / 100,00  | 15,77 |
|                         | CDS – Partido Popular          | 174   | 9,70 / 100,00   | 1,83  |
|                         | Bloco de Esquerda              | 34    | 1,90 / 100,00   | 1,05  |
|                         | Coligação Democrática Unitária | 21    | 1,17 / 100,00   | 0,45  |
|                         | Outros                         | 45    | 2,51 / 100,00   |       |
| Votos Inválidos         | Votos Inválidos                | 59    | 3,29 / 100,00   | 0,75  |
| Total                   | Total                          | 1 793 | 100,00 / 100,00 |       |
| Eleitorado/Participação | Eleitorado/Participação        | 3 773 | 47,52 / 100,00  | 3,48  |

| Freguesia                       | %     | %     | %     | %    | %    | Votantes |
| Freguesia                       | PSD   | PS    | CDS   | BE   | CDU  | Votantes |
| ------------------------------- | ----- | ----- | ----- | ---- | ---- | -------- |
| Calheta                         | 51,15 | 29,28 | 8,11  | 1,59 | 1,76 | 567      |
| Norte Pequeno                   | 61,07 | 18,32 | 13,74 | 2,29 | 1,53 | 131      |
| Ribeira Seca                    | 69,35 | 13,03 | 10,34 | 2,30 | 0,96 | 522      |
| Santo Antão                     | 68,19 | 13,18 | 10,03 | 2,01 | 0,29 | 349      |
| Topo (Nossa Senhora do Rosário) | 67,41 | 15,63 | 9,38  | 1,34 | 1,34 | 224      |
| Calheta                         | 62,52 | 18,91 | 9,70  | 1,90 | 1,17 | 1 793    |

### Corvo
| Partido                 | Partido                        | Votos | %               | +/-  |
| ----------------------- | ------------------------------ | ----- | --------------- | ---- |
|                         | Partido Socialista             | 73    | 37,44 / 100,00  | 5,96 |
|                         | Partido Social Democrata       | 46    | 23,59 / 100,00  | 5,19 |
|                         | Partido Popular Monárquico     | 37    | 18,97 / 100,00  | 0,37 |
|                         | CDS – Partido Popular          | 22    | 11,28 / 100,00  | 4,20 |
|                         | Coligação Democrática Unitária | 6     | 3,08 / 100,00   | 2,61 |
|                         | Outros                         | 4     | 2,04 / 100,00   |      |
| Votos Inválidos         | Votos Inválidos                | 7     | 3,59 / 100,00   | 3,01 |
| Total                   | Total                          | 195   | 100,00 / 100,00 |      |
| Eleitorado/Participação | Eleitorado/Participação        | 349   | 55,87 / 100,00  | 5,05 |

| Freguesia | %     | %     | %     | %     | %    | Votantes |
| Freguesia | PS    | PSD   | PPM   | CDS   | CDU  | Votantes |
| --------- | ----- | ----- | ----- | ----- | ---- | -------- |
| Corvo     | 37,44 | 23,59 | 18,97 | 11,28 | 3,08 | 195      |
| Corvo     | 37,44 | 23,59 | 18,97 | 11,28 | 3,08 | 195      |

### Horta
| Partido                 | Partido                        | Votos  | %               | +/-   |
| ----------------------- | ------------------------------ | ------ | --------------- | ----- |
|                         | Partido Social Democrata       | 2 993  | 49,19 / 100,00  | 10,84 |
|                         | Partido Socialista             | 1 479  | 24,31 / 100,00  | 13,84 |
|                         | CDS – Partido Popular          | 558    | 9,17 / 100,00   | 2,93  |
|                         | Coligação Democrática Unitária | 318    | 5,23 / 100,00   | 0,08  |
|                         | Bloco de Esquerda              | 208    | 3,42 / 100,00   | 3,38  |
|                         | Outros                         | 183    | 3,00 / 100,00   |       |
| Votos Inválidos         | Votos Inválidos                | 345    | 5,68 / 100,00   | 2,07  |
| Total                   | Total                          | 6 084  | 100,00 / 100,00 |       |
| Eleitorado/Participação | Eleitorado/Participação        | 13 155 | 46,25 / 100,00  | 3,72  |

| Freguesia           | %     | %     | %     | %    | %    | Votantes |
| Freguesia           | PSD   | PS    | CDS   | CDU  | BE   | Votantes |
| ------------------- | ----- | ----- | ----- | ---- | ---- | -------- |
| Capelo              | 41,96 | 34,38 | 4,91  | 4,91 | 3,57 | 224      |
| Castelo Branco      | 49,12 | 26,94 | 8,10  | 3,35 | 3,52 | 568      |
| Cedros              | 63,87 | 9,45  | 11,55 | 3,36 | 3,36 | 476      |
| Feteira             | 44,25 | 23,18 | 12,64 | 5,17 | 4,02 | 522      |
| Flamengos           | 48,12 | 30,14 | 8,22  | 4,11 | 2,23 | 584      |
| Horta (Angústias)   | 44,28 | 29,52 | 8,13  | 5,62 | 4,32 | 996      |
| Horta (Conceição)   | 46,87 | 26,87 | 9,49  | 6,26 | 2,63 | 495      |
| Horta (Matriz)      | 52,41 | 20,18 | 9,24  | 7,23 | 3,41 | 996      |
| Pedro Miguel        | 47,10 | 21,50 | 8,87  | 8,87 | 2,05 | 293      |
| Praia do Almoxarife | 41,16 | 34,83 | 6,33  | 3,69 | 3,17 | 379      |
| Praia do Norte      | 42,55 | 18,44 | 18,44 | 4,96 | 1,42 | 141      |
| Ribeirinha          | 56,52 | 17,87 | 8,21  | 3,86 | 5,31 | 207      |
| Salão               | 67,98 | 10,34 | 9,36  | 3,45 | 4,43 | 203      |
| Horta               | 49,19 | 24,31 | 9,17  | 5,23 | 3,42 | 6 084    |

### Lagoa
| Partido                 | Partido                        | Votos  | %               | +/-   |
| ----------------------- | ------------------------------ | ------ | --------------- | ----- |
|                         | Partido Social Democrata       | 1 958  | 43,85 / 100,00  | 17,19 |
|                         | Partido Socialista             | 1 312  | 29,38 / 100,00  | 17,58 |
|                         | CDS – Partido Popular          | 539    | 12,07 / 100,00  | 0,04  |
|                         | Bloco de Esquerda              | 205    | 4,59 / 100,00   | 2,26  |
|                         | Coligação Democrática Unitária | 105    | 2,35 / 100,00   | 0,17  |
|                         | Outros                         | 146    | 3,27 / 100,00   |       |
| Votos Inválidos         | Votos Inválidos                | 200    | 4,48 / 100,00   | 1,05  |
| Total                   | Total                          | 4 465  | 100,00 / 100,00 |       |
| Eleitorado/Participação | Eleitorado/Participação        | 12 216 | 36,55 / 100,00  | 2,01  |

| Freguesia                        | %     | %     | %     | %    | %    | Votantes |
| Freguesia                        | PSD   | PS    | CDS   | BE   | CDU  | Votantes |
| -------------------------------- | ----- | ----- | ----- | ---- | ---- | -------- |
| Água de Pau                      | 42,74 | 32,72 | 12,21 | 4,52 | 0,85 | 819      |
| Cabouco                          | 42,84 | 30,82 | 13,01 | 3,60 | 0,86 | 584      |
| Lagoa (Nossa Senhora do Rosário) | 42,71 | 30,38 | 11,69 | 4,75 | 2,78 | 1 873    |
| Lagoa (Santa Cruz)               | 47,67 | 24,95 | 11,75 | 5,05 | 3,50 | 1 030    |
| Ribeira Chã                      | 42,77 | 23,90 | 14,47 | 3,77 | 3,14 | 159      |
| Lagoa                            | 43,85 | 29,38 | 12,07 | 4,59 | 2,35 | 4 465    |

### Lajes das Flores
| Partido                 | Partido                               | Votos | %               | +/-   |
| ----------------------- | ------------------------------------- | ----- | --------------- | ----- |
|                         | Partido Social Democrata              | 298   | 48,93 / 100,00  | 1,98  |
|                         | Partido Socialista                    | 145   | 23,81 / 100,00  | 7,19  |
|                         | CDS – Partido Popular                 | 55    | 9,03 / 100,00   | 0,83  |
|                         | Bloco de Esquerda                     | 21    | 3,45 / 100,00   | 1,74  |
|                         | Coligação Democrática Unitária        | 14    | 2,30 / 100,00   | 0,22  |
|                         | Partido pelos Animais e pela Natureza | 10    | 1,64 / 100,00   | Novo  |
|                         | Outros                                | 16    | 2,62 / 100,00   |       |
| Votos Inválidos         | Votos Inválidos                       | 50    | 8,21 / 100,00   | 4,45  |
| Total                   | Total                                 | 609   | 100,00 / 100,00 |       |
| Eleitorado/Participação | Eleitorado/Participação               | 1 271 | 47,92 / 100,00  | 13,08 |

| Freguesia        | %     | %     | %     | %    | %    | %    | Votantes |
| Freguesia        | PSD   | PS    | CDS   | BE   | CDU  | PAN  | Votantes |
| ---------------- | ----- | ----- | ----- | ---- | ---- | ---- | -------- |
| Fajã Grande      | 45,45 | 23,38 | 12,99 | 6,49 | 1,30 | 2,60 | 77       |
| Fajãzinha        | 46,67 | 26,67 | 4,44  | 2,22 | 0    | 2,22 | 45       |
| Fazenda          | 43,55 | 29,03 | 8,06  | 3,23 | 3,23 | 0    | 124      |
| Lajedo           | 58,33 | 12,50 | 10,42 | 0    | 4,17 | 2,08 | 48       |
| Lajes das Flores | 52,21 | 22,12 | 9,29  | 4,42 | 2,21 | 1,33 | 226      |
| Lomba            | 52,86 | 21,43 | 5,71  | 1,43 | 1,43 | 4,29 | 70       |
| Mosteiro         | 26,32 | 42,11 | 15,79 | 0    | 5,26 | 0    | 19       |
| Lajes das Flores | 48,93 | 23,81 | 9,03  | 3,45 | 2,30 | 1,64 | 609      |

### Lajes do Pico
| Partido                 | Partido                        | Votos | %               | +/-   |
| ----------------------- | ------------------------------ | ----- | --------------- | ----- |
|                         | Partido Social Democrata       | 1 060 | 51,26 / 100,00  | 8,91  |
|                         | Partido Socialista             | 623   | 30,13 / 100,00  | 12,44 |
|                         | CDS – Partido Popular          | 179   | 8,66 / 100,00   | 2,09  |
|                         | Bloco de Esquerda              | 38    | 1,84 / 100,00   | 2,26  |
|                         | Coligação Democrática Unitária | 25    | 1,21 / 100,00   | 0,06  |
|                         | Outros                         | 42    | 2,04 / 100,00   |       |
| Votos Inválidos         | Votos Inválidos                | 101   | 4,88 / 100,00   | 2,67  |
| Total                   | Total                          | 2 068 | 100,00 / 100,00 |       |
| Eleitorado/Participação | Eleitorado/Participação        | 4 509 | 45,86 / 100,00  | 5,13  |

| Freguesia          | %     | %     | %     | %    | %    | Votantes |
| Freguesia          | PSD   | PS    | CDS   | BE   | CDU  | Votantes |
| ------------------ | ----- | ----- | ----- | ---- | ---- | -------- |
| Calheta de Nesquim | 61,22 | 19,73 | 5,44  | 0    | 0,68 | 147      |
| Lajes do Pico      | 41,84 | 35,36 | 12,01 | 2,02 | 1,62 | 741      |
| Piedade            | 59,41 | 25,54 | 6,99  | 1,34 | 0,54 | 372      |
| Ribeiras           | 57,36 | 27,91 | 5,94  | 2,58 | 1,03 | 387      |
| Ribeirinha         | 47,43 | 37,71 | 5,71  | 4,00 | 1,14 | 175      |
| São João           | 54,47 | 25,61 | 9,35  | 0,41 | 1,63 | 246      |
| Lajes do Pico      | 51,26 | 30,13 | 8,66  | 1,84 | 1,21 | 2 068    |

### Madalena
| Partido                 | Partido                        | Votos | %               | +/-   |
| ----------------------- | ------------------------------ | ----- | --------------- | ----- |
|                         | Partido Social Democrata       | 1 390 | 57,53 / 100,00  | 11,59 |
|                         | Partido Socialista             | 541   | 22,39 / 100,00  | 13,88 |
|                         | CDS – Partido Popular          | 195   | 8,07 / 100,00   | 0,98  |
|                         | Bloco de Esquerda              | 44    | 1,82 / 100,00   | 1,40  |
|                         | Coligação Democrática Unitária | 43    | 1,78 / 100,00   | 0,84  |
|                         | Outros                         | 52    | 2,15 / 100,00   |       |
| Votos Inválidos         | Votos Inválidos                | 151   | 6,25 / 100,00   | 2,84  |
| Total                   | Total                          | 2 416 | 100,00 / 100,00 |       |
| Eleitorado/Participação | Eleitorado/Participação        | 5 458 | 44,27 / 100,00  | 5,68  |

| Freguesia     | %     | %     | %     | %    | %    | Votantes |
| Freguesia     | PSD   | PS    | CDS   | BE   | CDU  | Votantes |
| ------------- | ----- | ----- | ----- | ---- | ---- | -------- |
| Bandeiras     | 61,08 | 21,18 | 5,91  | 0,99 | 0,99 | 203      |
| Candelária    | 42,86 | 33,93 | 11,22 | 1,79 | 2,81 | 392      |
| Criação Velha | 64,94 | 13,96 | 10,06 | 1,62 | 1,95 | 308      |
| Madalena      | 59,30 | 19,04 | 7,66  | 2,84 | 1,53 | 914      |
| São Caetano   | 65,53 | 17,87 | 7,66  | 1,70 | 0,85 | 235      |
| São Mateus    | 55,49 | 29,12 | 5,49  | 0    | 2,20 | 364      |
| Madalena      | 57,53 | 22,39 | 8,07  | 1,82 | 1,78 | 2 416    |

### Nordeste
| Partido                 | Partido                        | Votos | %               | +/-   |
| ----------------------- | ------------------------------ | ----- | --------------- | ----- |
|                         | Partido Social Democrata       | 1 228 | 50,62 / 100,00  | 11,63 |
|                         | Partido Socialista             | 674   | 27,78 / 100,00  | 11,21 |
|                         | CDS – Partido Popular          | 185   | 7,63 / 100,00   | 0,04  |
|                         | Bloco de Esquerda              | 80    | 3,30 / 100,00   | 3,44  |
|                         | Coligação Democrática Unitária | 31    | 1,28 / 100,00   | 0,42  |
|                         | Outros                         | 99    | 4,07 / 100,00   |       |
| Votos Inválidos         | Votos Inválidos                | 129   | 5,32 / 100,00   | 1,77  |
| Total                   | Total                          | 2 426 | 100,00 / 100,00 |       |
| Eleitorado/Participação | Eleitorado/Participação        | 4 730 | 51,29 / 100,00  | 8,79  |

| Freguesia                    | %     | %     | %     | %    | %    | Votantes |
| Freguesia                    | PSD   | PS    | CDS   | BE   | CDU  | Votantes |
| ---------------------------- | ----- | ----- | ----- | ---- | ---- | -------- |
| Achada                       | 46,85 | 42,13 | 3,15  | 1,18 | 0,79 | 254      |
| Achadinha                    | 43,70 | 38,66 | 4,20  | 2,10 | 1,68 | 238      |
| Algarvia                     | 55,17 | 18,39 | 8,05  | 5,75 | 1,72 | 174      |
| Lomba da Fazenda             | 54,46 | 23,13 | 8,92  | 4,34 | 0,96 | 415      |
| Nordeste                     | 53,50 | 22,05 | 9,74  | 4,10 | 1,88 | 585      |
| Salga                        | 48,89 | 31,11 | 6,22  | 1,78 | 0,44 | 225      |
| Santana                      | 42,36 | 32,31 | 6,99  | 2,62 | 1,75 | 229      |
| Santo António de Nordestinho | 55,90 | 26,09 | 8,70  | 3,73 | 1,24 | 161      |
| São Pedro de Nordestinho     | 50,34 | 22,07 | 10,34 | 2,76 | 0    | 145      |
| Nordeste                     | 50,62 | 27,78 | 7,63  | 3,30 | 1,28 | 2 426    |

### Ponta Delgada
| Partido                 | Partido                        | Votos  | %               | +/-   |
| ----------------------- | ------------------------------ | ------ | --------------- | ----- |
|                         | Partido Social Democrata       | 11 421 | 46,94 / 100,00  | 11,35 |
|                         | Partido Socialista             | 5 619  | 23,09 / 100,00  | 12,36 |
|                         | CDS – Partido Popular          | 3 238  | 13,31 / 100,00  | 1,57  |
|                         | Bloco de Esquerda              | 1 294  | 5,32 / 100,00   | 3,98  |
|                         | Coligação Democrática Unitária | 813    | 3,34 / 100,00   | 0,70  |
|                         | Outros                         | 1 018  | 4,17 / 100,00   |       |
| Votos Inválidos         | Votos Inválidos                | 930    | 3,83 / 100,00   | 1,19  |
| Total                   | Total                          | 24 333 | 100,00 / 100,00 |       |
| Eleitorado/Participação | Eleitorado/Participação        | 62 442 | 38,97 / 100,00  | 1,24  |

| Freguesia                     | %     | %     | %     | %    | %    | Votantes |
| Freguesia                     | PSD   | PS    | CDS   | BE   | CDU  | Votantes |
| ----------------------------- | ----- | ----- | ----- | ---- | ---- | -------- |
| Ajuda da Bretanha             | 44,00 | 16,44 | 17,78 | 5,78 | 4,89 | 225      |
| Arrifes                       | 44,61 | 28,24 | 11,97 | 4,66 | 3,06 | 1 930    |
| Candelária                    | 49,66 | 24,50 | 11,41 | 4,36 | 2,68 | 298      |
| Capelas                       | 41,44 | 29,01 | 13,20 | 5,60 | 2,76 | 1 303    |
| Covoada                       | 46,67 | 25,24 | 14,52 | 4,29 | 2,62 | 420      |
| Fajã de Baixo                 | 43,31 | 24,42 | 15,64 | 6,54 | 2,77 | 1 912    |
| Fajã de Cima                  | 44,51 | 23,32 | 15,74 | 5,34 | 3,21 | 1 029    |
| Fenais da Luz                 | 49,77 | 17,32 | 14,66 | 7,18 | 2,96 | 641      |
| Feteiras                      | 38,32 | 41,73 | 6,04  | 2,36 | 2,36 | 381      |
| Ginetes                       | 45,97 | 25,43 | 13,69 | 2,69 | 3,42 | 409      |
| Mosteiros                     | 52,62 | 28,93 | 8,98  | 1,00 | 3,99 | 401      |
| Pilar da Bretanha             | 43,10 | 17,15 | 22,18 | 3,77 | 5,02 | 239      |
| Ponta Delgada (São José)      | 48,52 | 21,20 | 13,15 | 6,04 | 2,92 | 2 533    |
| Ponta Delgada (São Pedro)     | 48,87 | 20,14 | 12,71 | 5,81 | 4,24 | 3 376    |
| Ponta Delgada (São Sebastião) | 55,21 | 17,57 | 13,71 | 4,47 | 2,74 | 1 969    |
| Relva                         | 50,30 | 18,19 | 14,13 | 6,20 | 3,15 | 984      |
| Remédios                      | 42,21 | 29,65 | 9,80  | 6,78 | 3,02 | 398      |
| Rosto do Cão (Livramento)     | 49,78 | 18,89 | 13,91 | 5,42 | 3,51 | 1 366    |
| Rosto do Cão (São Roque)      | 46,60 | 23,88 | 10,82 | 5,84 | 3,90 | 1 386    |
| Santa Bárbara                 | 39,77 | 29,11 | 11,53 | 6,34 | 4,32 | 347      |
| Santa Clara                   | 44,21 | 25,79 | 11,87 | 5,23 | 4,02 | 1 070    |
| Santo António                 | 42,46 | 20,81 | 18,30 | 4,33 | 4,05 | 716      |
| São Vicente Ferreira          | 46,41 | 21,54 | 14,87 | 4,49 | 3,08 | 780      |
| Sete Cidades                  | 40,00 | 45,00 | 5,91  | 1,82 | 2,27 | 220      |
| Ponta Delgada                 | 46,94 | 23,09 | 13,31 | 5,32 | 3,34 | 24 333   |

### Povoação
| Partido                 | Partido                               | Votos | %               | +/-   |
| ----------------------- | ------------------------------------- | ----- | --------------- | ----- |
|                         | Partido Social Democrata              | 1 161 | 43,39 / 100,00  | 9,42  |
|                         | Partido Socialista                    | 920   | 34,38 / 100,00  | 12,74 |
|                         | CDS – Partido Popular                 | 202   | 7,55 / 100,00   | 0,45  |
|                         | Bloco de Esquerda                     | 87    | 3,25 / 100,00   | 1,87  |
|                         | Coligação Democrática Unitária        | 43    | 1,61 / 100,00   | 0,43  |
|                         | Partido pelos Animais e pela Natureza | 29    | 1,08 / 100,00   | Novo  |
|                         | Outros                                | 76    | 2,83 / 100,00   |       |
| Votos Inválidos         | Votos Inválidos                       | 158   | 5,90 / 100,00   | 3,31  |
| Total                   | Total                                 | 2 676 | 100,00 / 100,00 |       |
| Eleitorado/Participação | Eleitorado/Participação               | 6 255 | 42,78 / 100,00  | 7,64  |

| Freguesia                  | %     | %     | %     | %    | %    | %    | Votantes |
| Freguesia                  | PSD   | PS    | CDS   | BE   | CDU  | PAN  | Votantes |
| -------------------------- | ----- | ----- | ----- | ---- | ---- | ---- | -------- |
| Água Retorta               | 39,36 | 40,56 | 4,02  | 4,82 | 1,61 | 1,20 | 249      |
| Faial da Terra             | 53,61 | 29,52 | 6,63  | 1,81 | 0,60 | 0    | 166      |
| Furnas                     | 40,19 | 28,10 | 10,83 | 5,97 | 1,73 | 0,94 | 637      |
| Nossa Senhora dos Remédios | 54,01 | 29,75 | 6,75  | 1,27 | 0,84 | 1,05 | 474      |
| Povoação                   | 41,67 | 37,56 | 7,88  | 1,83 | 2,17 | 1,37 | 876      |
| Ribeira Quente             | 35,40 | 44,16 | 4,01  | 4,38 | 1,46 | 1,09 | 274      |
| Povoação                   | 43,39 | 34,38 | 7,55  | 3,25 | 1,61 | 1,08 | 2 676    |

### Ribeira Grande
| Partido                 | Partido                        | Votos  | %               | +/-   |
| ----------------------- | ------------------------------ | ------ | --------------- | ----- |
|                         | Partido Social Democrata       | 4 077  | 44,99 / 100,00  | 12,43 |
|                         | Partido Socialista             | 2 373  | 26,18 / 100,00  | 15,08 |
|                         | CDS – Partido Popular          | 1 002  | 11,06 / 100,00  | 2,34  |
|                         | Bloco de Esquerda              | 630    | 6,95 / 100,00   | 3,30  |
|                         | Coligação Democrática Unitária | 199    | 2,20 / 100,00   | 0,07  |
|                         | PCTP/MRPP                      | 93     | 1,03 / 100,00   | 0,12  |
|                         | Outros                         | 281    | 3,11 / 100,00   |       |
| Votos Inválidos         | Votos Inválidos                | 408    | 4,50 / 100,00   | 1,76  |
| Total                   | Total                          | 9 063  | 100,00 / 100,00 |       |
| Eleitorado/Participação | Eleitorado/Participação        | 26 385 | 34,35 / 100,00  | 4,90  |

| Freguesia                  | %     | %     | %     | %     | %    | %    | Votantes |
| Freguesia                  | PSD   | PS    | CDS   | BE    | CDU  | PCTP | Votantes |
| -------------------------- | ----- | ----- | ----- | ----- | ---- | ---- | -------- |
| Calhetas                   | 39,50 | 29,54 | 9,61  | 8,90  | 2,85 | 2,14 | 281      |
| Fenais da Ajuda            | 50,82 | 20,14 | 17,10 | 3,98  | 1,17 | 0    | 427      |
| Lomba da Maia              | 46,68 | 25,26 | 13,52 | 5,10  | 1,53 | 1,28 | 392      |
| Lomba de São Pedro         | 43,62 | 31,54 | 13,42 | 2,01  | 2,01 | 1,34 | 149      |
| Maia                       | 40,85 | 40,85 | 7,51  | 2,05  | 0,96 | 1,23 | 732      |
| Pico da Pedra              | 39,40 | 23,72 | 13,17 | 7,54  | 3,82 | 1,21 | 995      |
| Porto Formoso              | 37,36 | 41,76 | 4,40  | 5,93  | 2,20 | 1,76 | 455      |
| Rabo de Peixe              | 44,16 | 21,97 | 10,66 | 14,74 | 1,75 | 0,51 | 1 370    |
| Ribeira Grande (Conceição) | 45,34 | 26,34 | 11,07 | 6,99  | 2,45 | 0,70 | 858      |
| Ribeira Grande (Matriz)    | 46,79 | 24,40 | 10,27 | 6,10  | 2,49 | 1,52 | 1 246    |
| Ribeira Seca               | 52,23 | 20,04 | 12,36 | 4,12  | 2,56 | 0,78 | 898      |
| Ribeirinha                 | 43,99 | 28,09 | 11,84 | 4,06  | 2,12 | 0,71 | 566      |
| Santa Bárbara              | 49,88 | 22,65 | 11,81 | 6,51  | 1,45 | 1,45 | 415      |
| São Brás                   | 49,46 | 24,73 | 9,68  | 8,24  | 1,79 | 0,72 | 279      |
| Ribeira Grande             | 44,99 | 26,18 | 11,06 | 6,95  | 2,20 | 1,03 | 9 063    |

### Santa Cruz da Graciosa
| Partido                 | Partido                        | Votos | %               | +/-   |
| ----------------------- | ------------------------------ | ----- | --------------- | ----- |
|                         | Partido Social Democrata       | 1 030 | 53,40 / 100,00  | 7,45  |
|                         | Partido Socialista             | 629   | 32,61 / 100,00  | 10,71 |
|                         | CDS – Partido Popular          | 85    | 4,41 / 100,00   | 1,19  |
|                         | Bloco de Esquerda              | 44    | 2,28 / 100,00   | 1,22  |
|                         | Coligação Democrática Unitária | 27    | 1,40 / 100,00   | 0,25  |
|                         | Outros                         | 41    | 2,13 / 100,00   |       |
| Votos Inválidos         | Votos Inválidos                | 73    | 3,78 / 100,00   | 2,04  |
| Total                   | Total                          | 1 929 | 100,00 / 100,00 |       |
| Eleitorado/Participação | Eleitorado/Participação        | 4 430 | 43,54 / 100,00  | 7,29  |

| Freguesia              | %     | %     | %    | %    | %    | Votantes |
| Freguesia              | PSD   | PS    | CDS  | BE   | CDU  | Votantes |
| ---------------------- | ----- | ----- | ---- | ---- | ---- | -------- |
| Guadalupe              | 69,09 | 21,04 | 2,98 | 1,30 | 0,19 | 537      |
| Luz                    | 51,48 | 30,74 | 8,89 | 2,22 | 0,74 | 270      |
| Praia                  | 51,96 | 34,31 | 3,43 | 2,45 | 1,96 | 408      |
| Santa Cruz da Graciosa | 43,14 | 41,04 | 4,34 | 2,94 | 2,24 | 714      |
| Santa Cruz da Graciosa | 53,40 | 32,61 | 4,41 | 2,28 | 1,40 | 1 929    |

### Santa Cruz das Flores
| Partido                 | Partido                        | Votos | %               | +/-   |
| ----------------------- | ------------------------------ | ----- | --------------- | ----- |
|                         | Partido Social Democrata       | 310   | 34,83 / 100,00  | 8,53  |
|                         | Partido Socialista             | 256   | 28,76 / 100,00  | 12,75 |
|                         | CDS – Partido Popular          | 197   | 22,13 / 100,00  | 3,37  |
|                         | Coligação Democrática Unitária | 36    | 4,04 / 100,00   | 0,16  |
|                         | Bloco de Esquerda              | 30    | 3,37 / 100,00   | 1,51  |
|                         | Outros                         | 17    | 1,89 / 100,00   |       |
| Votos Inválidos         | Votos Inválidos                | 44    | 4,94 / 100,00   | 2,61  |
| Total                   | Total                          | 890   | 100,00 / 100,00 |       |
| Eleitorado/Participação | Eleitorado/Participação        | 2 015 | 44,17 / 100,00  | 0,95  |

| Freguesia             | %     | %     | %     | %     | %    | Votantes |
| Freguesia             | PSD   | PS    | CDS   | CDU   | BE   | Votantes |
| --------------------- | ----- | ----- | ----- | ----- | ---- | -------- |
| Caveira               | 42,00 | 24,00 | 26,00 | 0     | 2,00 | 50       |
| Cedros                | 24,56 | 15,79 | 19,30 | 22,81 | 5,26 | 57       |
| Ponta Delgada         | 42,48 | 25,49 | 23,53 | 1,31  | 1,96 | 153      |
| Santa Cruz das Flores | 33,33 | 31,11 | 21,75 | 3,33  | 3,65 | 630      |
| Santa Cruz das Flores | 34,83 | 28,76 | 22,13 | 4,04  | 3,37 | 890      |

### São Roque do Pico
| Partido                 | Partido                               | Votos | %               | +/-   |
| ----------------------- | ------------------------------------- | ----- | --------------- | ----- |
|                         | Partido Social Democrata              | 686   | 50,40 / 100,00  | 12,58 |
|                         | Partido Socialista                    | 371   | 27,26 / 100,00  | 13,42 |
|                         | CDS – Partido Popular                 | 129   | 9,26 / 100,00   | 1,03  |
|                         | Coligação Democrática Unitária        | 36    | 2,65 / 100,00   | 0,47  |
|                         | Bloco de Esquerda                     | 29    | 2,13 / 100,00   | 4,26  |
|                         | Partido pelos Animais e pela Natureza | 14    | 1,03 / 100,00   | Novo  |
|                         | Outros                                | 26    | 1,90 / 100,00   |       |
| Votos Inválidos         | Votos Inválidos                       | 73    | 5,37 / 100,00   | 2,11  |
| Total                   | Total                                 | 1 361 | 100,00 / 100,00 |       |
| Eleitorado/Participação | Eleitorado/Participação               | 3 221 | 42,25 / 100,00  | 3,67  |

| Freguesia         | %     | %     | %     | %    | %    | %    | Votantes |
| Freguesia         | PSD   | PS    | CDS   | CDU  | BE   | PAN  | Votantes |
| ----------------- | ----- | ----- | ----- | ---- | ---- | ---- | -------- |
| Prainha           | 52,63 | 24,12 | 10,53 | 0,44 | 2,19 | 0,88 | 228      |
| Santa Luzia       | 54,22 | 24,70 | 8,43  | 1,81 | 4,22 | 0,60 | 166      |
| Santo Amaro       | 46,24 | 39,25 | 6,99  | 0    | 1,08 | 1,08 | 186      |
| Santo António     | 41,35 | 33,83 | 9,02  | 4,51 | 1,88 | 1,88 | 266      |
| São Roque do Pico | 54,37 | 21,75 | 9,90  | 3,88 | 1,94 | 0,78 | 515      |
| São Roque do Pico | 50,40 | 27,26 | 9,26  | 2,65 | 2,13 | 1,03 | 1 361    |

### Velas
| Partido                 | Partido                        | Votos | %               | +/-   |
| ----------------------- | ------------------------------ | ----- | --------------- | ----- |
|                         | Partido Social Democrata       | 1 181 | 48,90 / 100,00  | 14,90 |
|                         | CDS – Partido Popular          | 499   | 20,66 / 100,00  | 2,56  |
|                         | Partido Socialista             | 481   | 19,92 / 100,00  | 19,65 |
|                         | Bloco de Esquerda              | 61    | 2,53 / 100,00   | 1,48  |
|                         | Coligação Democrática Unitária | 31    | 1,28 / 100,00   | 0,45  |
|                         | Outros                         | 77    | 3,19 / 100,00   |       |
| Votos Inválidos         | Votos Inválidos                | 85    | 3,52 / 100,00   | 1,70  |
| Total                   | Total                          | 2 415 | 100,00 / 100,00 |       |
| Eleitorado/Participação | Eleitorado/Participação        | 5 065 | 47,68 / 100,00  | 4,78  |

| Freguesia    | %     | %     | %     | %    | %    | Votantes |
| Freguesia    | PSD   | CDS   | PS    | BE   | CDU  | Votantes |
| ------------ | ----- | ----- | ----- | ---- | ---- | -------- |
| Manadas      | 64,06 | 9,38  | 20,83 | 1,56 | 1,04 | 192      |
| Norte Grande | 49,31 | 19,10 | 20,14 | 1,39 | 2,43 | 288      |
| Rosais       | 31,75 | 45,40 | 16,62 | 1,48 | 0,30 | 337      |
| Santo Amaro  | 42,13 | 23,20 | 24,80 | 1,87 | 0,27 | 375      |
| Urzelina     | 58,59 | 12,24 | 17,71 | 3,39 | 1,04 | 384      |
| Velas        | 50,77 | 16,57 | 19,79 | 3,46 | 1,91 | 839      |
| Velas        | 48,90 | 20,66 | 19,92 | 2,53 | 1,28 | 2 415    |

### Vila do Porto
| Partido                 | Partido                        | Votos | %               | +/-   |
| ----------------------- | ------------------------------ | ----- | --------------- | ----- |
|                         | Partido Social Democrata       | 830   | 45,55 / 100,00  | 11,72 |
|                         | Partido Socialista             | 489   | 26,84 / 100,00  | 15,50 |
|                         | CDS – Partido Popular          | 158   | 8,67 / 100,00   | 2,02  |
|                         | Bloco de Esquerda              | 95    | 5,21 / 100,00   | 4,33  |
|                         | Coligação Democrática Unitária | 65    | 3,57 / 100,00   | 0,99  |
|                         | Outros                         | 53    | 2,90 / 100,00   |       |
| Votos Inválidos         | Votos Inválidos                | 132   | 7,24 / 100,00   | 4,15  |
| Total                   | Total                          | 1 822 | 100,00 / 100,00 |       |
| Eleitorado/Participação | Eleitorado/Participação        | 5 110 | 35,66 / 100,00  | 2,95  |

| Freguesia      | %     | %     | %     | %    | %    | Votantes |
| Freguesia      | PSD   | PS    | CDS   | BE   | CDU  | Votantes |
| -------------- | ----- | ----- | ----- | ---- | ---- | -------- |
| Almagreira     | 53,75 | 18,75 | 11,88 | 2,50 | 4,38 | 160      |
| Santa Bárbara  | 56,98 | 19,77 | 5,23  | 2,33 | 6,40 | 172      |
| Santo Espírito | 45,26 | 34,21 | 5,79  | 4,21 | 1,58 | 190      |
| São Pedro      | 37,18 | 26,92 | 9,40  | 8,55 | 3,42 | 234      |
| Vila do Porto  | 44,37 | 27,86 | 9,10  | 5,53 | 3,38 | 1 066    |
| Vila do Porto  | 45,55 | 26,84 | 8,67  | 5,21 | 3,57 | 1 822    |

### Vila Franca do Campo
| Partido                 | Partido                        | Votos  | %               | +/-   |
| ----------------------- | ------------------------------ | ------ | --------------- | ----- |
|                         | Partido Social Democrata       | 1 719  | 46,99 / 100,00  | 14,00 |
|                         | Partido Socialista             | 1 037  | 28,35 / 100,00  | 13,73 |
|                         | CDS – Partido Popular          | 469    | 12,82 / 100,00  | 0,01  |
|                         | Bloco de Esquerda              | 120    | 3,28 / 100,00   | 2,67  |
|                         | Coligação Democrática Unitária | 64     | 1,75 / 100,00   | 0,19  |
|                         | Outros                         | 109    | 2,98 / 100,00   |       |
| Votos Inválidos         | Votos Inválidos                | 140    | 3,83 / 100,00   | 1,33  |
| Total                   | Total                          | 3 658  | 100,00 / 100,00 |       |
| Eleitorado/Participação | Eleitorado/Participação        | 10 166 | 35,98 / 100,00  | 5,06  |

| Freguesia                         | %     | %     | %     | %    | %    | Votantes |
| Freguesia                         | PSD   | PS    | CDS   | BE   | CDU  | Votantes |
| --------------------------------- | ----- | ----- | ----- | ---- | ---- | -------- |
| Água de Alto                      | 44,87 | 31,53 | 11,80 | 2,13 | 2,51 | 517      |
| Ponta Garça                       | 50,45 | 22,60 | 16,02 | 2,79 | 1,31 | 1 217    |
| Ribeira das Tainhas               | 36,84 | 40,06 | 7,31  | 2,92 | 1,46 | 342      |
| Ribeira Seca                      | 55,27 | 22,91 | 13,45 | 0,36 | 3,27 | 275      |
| Vila Franca do Campo (São Miguel) | 46,44 | 30,11 | 11,49 | 4,60 | 1,61 | 870      |
| Vila Franca do Campo (São Pedro)  | 43,71 | 31,35 | 11,67 | 5,49 | 1,60 | 437      |
| Vila Franca do Campo              | 46,99 | 28,35 | 12,82 | 3,28 | 1,75 | 3 658    |

### Vila Praia da Vitória
| Partido                 | Partido                        | Votos  | %               | +/-   |
| ----------------------- | ------------------------------ | ------ | --------------- | ----- |
|                         | Partido Social Democrata       | 3 644  | 48,11 / 100,00  | 13,12 |
|                         | Partido Socialista             | 2 033  | 26,84 / 100,00  | 16,61 |
|                         | CDS – Partido Popular          | 944    | 12,46 / 100,00  | 1,79  |
|                         | Bloco de Esquerda              | 299    | 3,95 / 100,00   | 2,02  |
|                         | Coligação Democrática Unitária | 109    | 1,44 / 100,00   | 0,33  |
|                         | Outros                         | 177    | 2,34 / 100,00   |       |
| Votos Inválidos         | Votos Inválidos                | 369    | 4,87 / 100,00   | 2,28  |
| Total                   | Total                          | 7 575  | 100,00 / 100,00 |       |
| Eleitorado/Participação | Eleitorado/Participação        | 19 110 | 39,64 / 100,00  | 2,12  |

| Freguesia                     | %     | %     | %     | %    | %    | Votantes |
| Freguesia                     | PSD   | PS    | CDS   | BE   | CDU  | Votantes |
| ----------------------------- | ----- | ----- | ----- | ---- | ---- | -------- |
| Agualva                       | 51,76 | 34,34 | 7,54  | 3,18 | 0,17 | 597      |
| Biscoitos                     | 48,51 | 26,84 | 8,75  | 5,37 | 1,59 | 503      |
| Cabo da Praia                 | 45,63 | 22,01 | 19,09 | 4,21 | 1,29 | 309      |
| Fonte do Bastardo             | 50,48 | 21,29 | 14,59 | 4,31 | 2,63 | 418      |
| Fontinhas                     | 55,46 | 22,02 | 13,11 | 3,36 | 0,84 | 595      |
| Lajes                         | 48,51 | 24,83 | 11,96 | 3,96 | 1,29 | 1 313    |
| Porto Martins                 | 40,47 | 25,81 | 20,93 | 4,42 | 1,16 | 430      |
| Praia da Vitória (Santa Cruz) | 46,49 | 24,59 | 15,08 | 4,47 | 1,87 | 2 082    |
| Quatro Ribeiras               | 40,19 | 41,12 | 6,54  | 3,27 | 1,40 | 214      |
| São Brás                      | 47,09 | 32,87 | 8,62  | 3,26 | 0,93 | 429      |
| Vila Nova                     | 49,93 | 33,14 | 6,57  | 2,48 | 1,75 | 685      |
| Vila Praia da Vitória         | 48,11 | 26,84 | 12,46 | 3,95 | 1,44 | 7 575    |